# Bitterfeld
Bitterfeld fue una ciudad de Alemania, capital del desaparecido distrito de Bitterfeld en el estado federal de Sajonia-Anhalt, conocida por ser uno de los centros importantes de la industria química en Alemania.
En la reforma territorial de 2007, se fusionó con la vecina ciudad de Wolfen y varios municipios rurales colindantes para formar la actual ciudad de Bitterfeld-Wolfen, en el nuevo distrito de Anhalt-Bitterfeld.

## Geografía
Bitterfeld se encuentra a 25 km al noreste de Halle (Saale) y a casi 35 km al norte de la ciudad de Leipzig. En su parte oriental se encuentra Muldestausee, al sur la ciudad de Goitzsche y al norte con Wolfen. La ciudad forma parte del espacio natural de Bitterfelder Bergbaurevier.